# Telve di Sopra
Telve di Sopra (Tèlve de Sóra in valsuganotto, Obertelfan in tedesco, desueto) è un comune italiano di 628 abitanti della provincia di Trento che si trova sulle pendici del colle San Pietro o "Ciolina".

## Storia

### Simboli
Lo stemma e il gonfalone sono stati concessi con decreto del presidente della Repubblica del 9 gennaio 1959.
Il gonfalone è un drappo trinciato di azzurro e di bianco.

## Monumenti e luoghi d'interesse
- Chiesa di San Giovanni Battista
- Chiesa di San Giovanni del Sassetto o della Madonna Addolorata risalente al sec.XIII
- Via Crucis monumentale al Monte San Pietro, costruita ed inaugurata nel 1994
- Museo etnografico collezione "Tarcisio Trentin"
- Caratteristici terrazzamenti con muri a secco visibili in tutta l'area agricola e non solo lungo le pendici del colle San Pietro
- Frazione Masi Fratte, con la caratteristica piazzetta,gli antichi rustici e l'edicola sacra dedicata a San Martino patrono della frazione
- Località montane di Suerta e Porchera con i loro nuclei di tipiche baite, le chiesette e la possibilità di essere punti partenza per escursioni in tutte le stagioni
- Malga Ezze, situata nel cuore del Lagorai ad un'altitudine di 1954 metri nella selvaggia Val di Fregio. Luogo emblematico e simbolico, legato indissolubilmente alla comunità di Telve di Sopra, i cui edifici sono stati in anni recenti riammodernati e ristrutturati. La Malga,che durante l'estate si presta alla monticazione di vacche, pecore, asini e capre, è punto di partenza o luogo di ristoro ideale per escursioni sulle cime circostanti tra le quali troviamo Sasso Rotto, Cima Sette Selle, Cima Ezze ecc
- Sul campanile della chiesa parrocchiale è collocata una campana risalente al 1414 fusa a Venezia da Magister Antonius, che è tutelata dalla soprintendenza per i beni storico artistici della provincia autonoma di Trento. La campana,restaurata e ricollocata nella torre campanaria assieme alle altre campane nel 2015, è la più antica "datata e firmata" di cui si abbia notizia in Trentino.

## Amministrazione

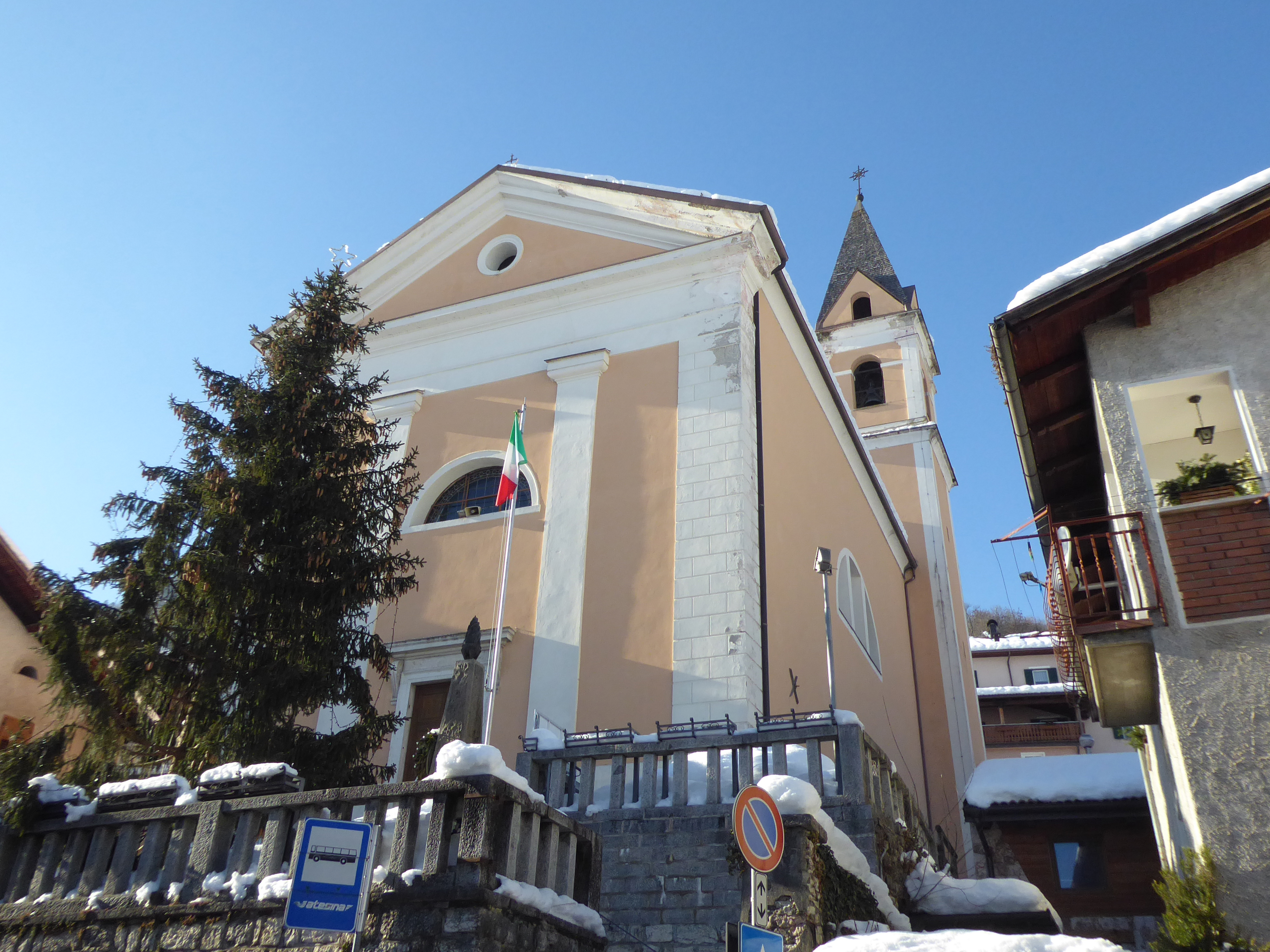
La chiesa parrocchiale di San Giovanni Battista

## Società

### Evoluzione demografica
Abitanti censiti